# Црква светог апостола и јеванђелисте Луке (Мађарбоја)
Црква светог апостола и јеванђелисте Луке је један од православних храмова Српске православне цркве у Мађарбоју (мађ. Magyarbóly). Црква припада Будимској епархији Српске православне цркве.
Црква је посвећена светом апостолу и јеванђелисти Луки.

## Историјат
Првобитна и привремена црква скромних облика, подигнута је у другој половини 18. века.
Садашња Црква светог апостола и јеванђелисте Луке је скромна сеоска црква, подигнита 1814. године. Црква је и данас у добром стању.
Црква је тростране апсиде, правоугаоних певничких испуста са звоником који је подигнут заједно са црквеним бродом. Звоник се завршава са једноставном пирамидалном капом, са јабуком и крстом при врху.
Иконостас је сликао Илија Димитријевић, сликар из Србије од 1870. до 1873. године.
Црква светог апостола и јеванђелисте Луке у Мађарбоју је парохија Архијерејског намесништва мохачког чији је Архијерејски намесник Јереј Зоран Живић. Администратор парохије је јереј Милан Ерић.